# Microsoft Azure
Microsoft Azure (điện toán đám mây), được bắt đầu phát triển từ ngày 1 tháng 1 năm 2010, nhằm cung cấp một phạm vi lớn các ứng dụng internet có thể sử dụng từ cả môi trường tại nhà lẫn trên internet" (nền tảng này ban đầu được sinh ra không để triển khai tại nhà.). Đây là bước đầu tiên của Microsoft tiến vào lĩnh vực điện toán đám mây, nằm trong các dịch vụ trực tuyến Microsoft.
Một buổi ra mắt công nghệ ra cộng đồng đã được tổ chức tại Hội nghị các nhà phát triển chuyên ngành 2008..